# ウルトラパズルボブル
『ウルトラパズルボブル』（Ultra Puzzle Bobble）はタイトーから2005年1月27日に発売されたXbox用アクションパズルゲームである。
2006年3月23日にはPlayStation Portable用として『ウルトラパズルボブル ポケット』（Ultra Puzzle Bobble Pocket）が発売された。

## ゲーム概要
従来のモードであるクラシックパズルの他に、フィールド上のバブルの量が偏るとステージ全体が傾くシーソーパズル、一発勝負のショットパズルなど多彩なパズルを収録。通信対戦（Xbox版はXbox Live、PSP版はアドホック・モード）にも対応している。
Xbox版はキャラクターを一新し、3D表現によるグラフィック演出となっているが、PSP版では従来のキャラクター・グラフィックに戻っている。